# Hafen Neukölln

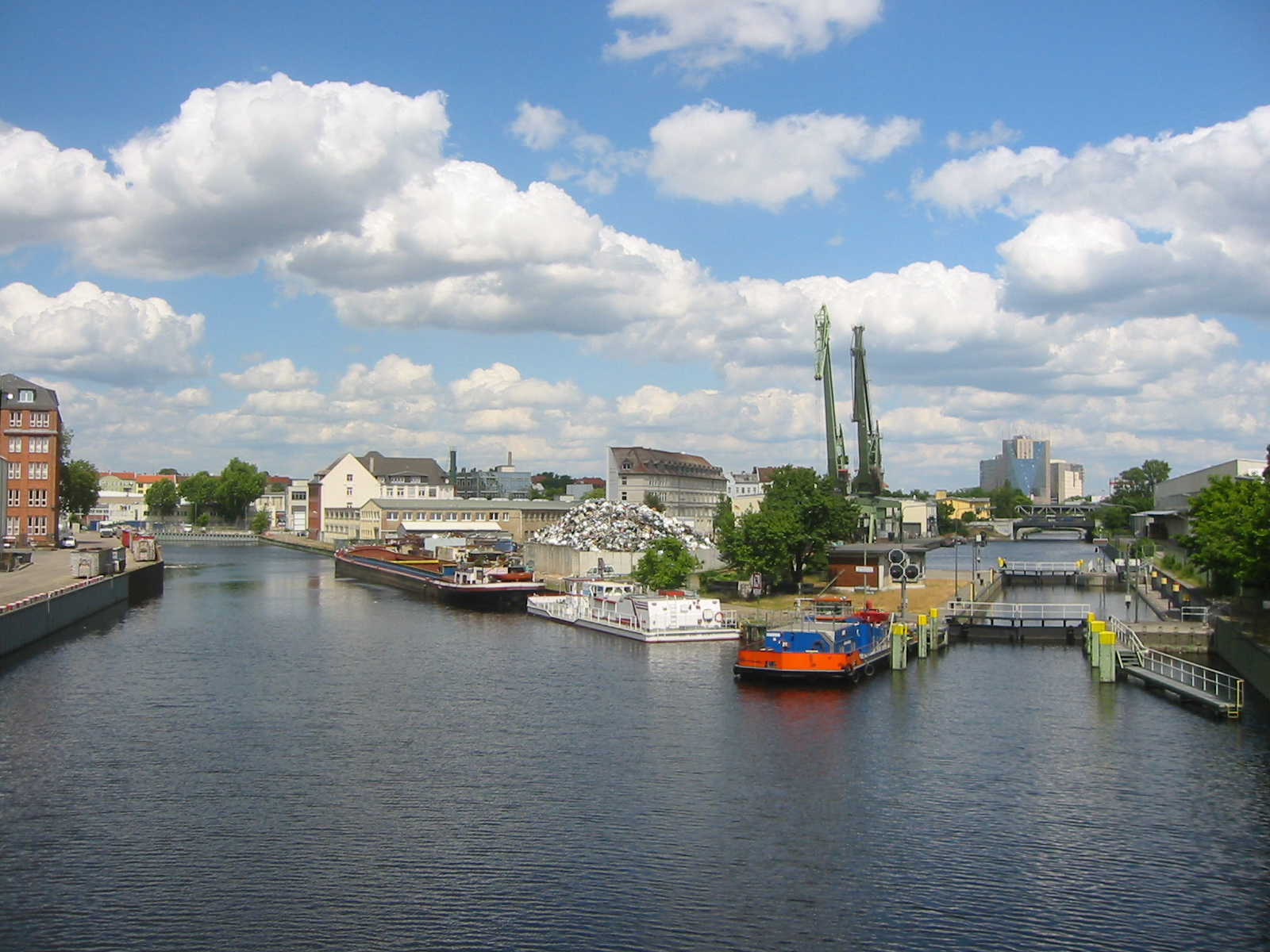
Hafen Neukölln mit Schleuse, 2012

Der Hafen Neukölln ist ein Binnenhafen im Berliner Bezirk Neukölln.

## Geschichte, Aufbau und Nutzung
Der Hafen entstand im Zuge des Baus des Teltowkanals in den Jahren 1900 bis 1906 und wird von der Berliner Hafen- und Lagerhausgesellschaft betrieben. Er besteht aus einem Oberhafen und einem Unterhafen. Beide werden durch die Schleuse Neukölln miteinander verbunden. Der Oberhafen ist über die Lahnstraße und die Straße Am Oberhafen erreichbar. Hier werden vorzugsweise Güter verladen, die im Recycling Verwendung finden. Das Wirtschaftsverkehrskonzept der Berliner Senatsverwaltung für Stadtentwicklung sieht vor, den Hafen als „bimodales, innerstädtisches Logistikzentrum für Bau- und Wertstoffe“ zu betreiben.
Er ist über den Neuköllner Schifffahrtskanal in nördlicher Richtung und über den Hafen Britz-Ost mit dem Britzer Verbindungskanal im Osten sowie dem Teltowkanal im Westen und Süden verbunden.

## Sonstiges
- Der Neuköllner Hafen ist Teil eines rund 2,1 km langen Wanderweges, der zum Hafen Britz-Ost führt. Ein Teilstück verläuft entlang des Neuköllner Schifffahrtskanals und wurde 2011 für 850.000 Euro modernisiert.[3]
- Im Bezirk Neukölln existiert seit 2009 das Volkstheater Heimathafen Neukölln.[4]